# Paronychia galatica
Paronychia galatica är en nejlikväxtart som beskrevs av Mohammad Nazeer Chaudhri. Paronychia galatica ingår i släktet prasselörter, och familjen nejlikväxter. Inga underarter finns listade i Catalogue of Life.